# لينا كرم
لينا كرم (20 أبريل 1980 -)، ممثلة سورية. خريجة المعهد العالي الفنون المسرحية، كانت بداية مسيرتها الفنية عام 1998 خلال مسلسل الفندق، لتتوالى بعدها أعمالها والتي من أبرزها عناية مشددة، بيت جدي، أبناء القهر.

## أعمالها

### مسلسلات
- البقعة السوداء 2010
- بقعة ضوء 13:2017
- غبار الجوري:2017 - شاهيناز
- الخان:2016
- عناية مشددة:2015 - عتاب
- دامسكو:2015
- بانتظار الياسمين:2015
- ولادة من الخاصرة (3 منبر الموتى):2013
- الانفجار:2013
- فتت لعبت:2013
- زمن البرغوت: (ج2) 2013 - أم قاعود
- رصاصة رحمة:2010
- البقعة السوداء:2010
- قمر أيلول:2009
- بهلول أعقل المجانين: (ج2)2008
- بيت جدي:2008 - رمزية
- شوفونا:2006
- الهشيم:2006
- كحل العيون:2006 - لولو
- التائه:2004
- مرزوق على جميع الجبهات:2004
- أبناء القهر:2002 - اميرة
- ورود في تربة مالحة:2002
- الرحيل إلى الوجه الآخر:2002 - سامية
- البواسل:2000 - رضوى
- دنيا:1999 - رباب - ضيفة الحلقات
- حي المزار:1999 - سهام
- عودة غوار (الأصدقاء):1999 - ليلى
- سفر:1998
- أوعى تضحك

### زوجها؟
- فنجان الورد:2013 - فيلم - شخصية هيفاء
- غيوم صيفية: سباعية

## روابط خارجية
- لينا كرم على موقع قاعدة بيانات الأفلام العربية